# Листовой класс
Листовой класс (также конечный или финальный класс; англ. Leaf Class) в языках объектно-ориентированного программирования и проектирования представляет собой класс, который не может быть унаследован. Это может определяться как какими-либо договорённостями, так и с помощью использования средств языка. К примеру, в языке Java для этих целей применяется ключевое слово final, а в C# — sealed.